# 기하공차
기하공차(幾何公差, geometric dimensioning and tolerancing, GD&T)는 공학설계나 3D 솔리드설계(CAD)에 기본치수와 허용가능한 편차를 나타내는 기호언어이다. 일반적으로 축약형인 GD&T로 많이 사용된다.
기하공차는 부품이나 조립품의 기본치수를 정의하는 데에 사용되고, 각 형상들의 크기나 허용가능한 편차를 정의하며, 조립품의 경우 2개이상의 형상간의 허용가능한 편차를 정의한다.
치수와 공차와 기하공차는 각각 아래의 의미를 지닌다:
치수는 설계하려는 대상물의 기본치수를 의미한다.
공차는 각 형상들의 허용가능한 편차를 의미한다.
기하공차는 주로 공학설계에 사용된다.
세계적으로 GD&T를 표현하는 기호와 규칙은 여러 가지 표준이 있다. 일반적으로 ASME Y14.5M-1994의 표준을 주로 사용한다. 이 글은 ASME를 기준으로 작성되었으나 각 표준별로 사소한 점만 다르기 때문에 큰 차이는 없을 것이다.

## 기하공차 원리(체계)
ASME Y14.5M-1994 표준에 따르면 GD&T의 목적은 부품과 조립품에 공학적의미를 표현하기 위한 것이다. ASME의 내용이 전반적으로 틀린 것은 아니지만 실제의 GD&T의 목적은 이와는 다르다.
GD&T의 실제 목적은 부품과 조립품의 치수요구조건을 더 정확하게 정의하고자 하는 것이다. GD&T의 최종 목적은 모든 부품이 허용치수로 생산되었을 때 조립품도 허용치수 범위 내로 조립되며 기능적인 요구조건을 모두 만족하는 것이다.
일반적으로 우선 적용되어야 할 기본 원칙이 있다:
- 모든 치수는 공차가 명시되어야 한다. 모든 제조부품은 편차가 있으므로 허용가능한 편차의 한계값이 명시되어 있어야한다. 기본적인 치수의 경우 기하공차는 형상관리툴에 적용되는 경우도 있다. 공차가 최대, 최소로 적용되는 유일한 경우는 누적공차이거나 참조형상일 경우이다.

- 치수와 공차는 기본치수와 허용편차를 적용하는데 쓰이고 거리측정과 확대, 축소는 특정한 경우를 제외하고 허용되지 않는다.

- 공학설계는 제품의 최종결과에 대한 정의이다. 모든 치수와 공차는 최종결과에 표시되어야 하며, 만약 추가적인 치수가 도움이 될 경우(꼭 필요한것은 아닐 때), 참조치수라고 표기해야 한다.

- 치수는 형상에 적용되어야 하며 형상의 기능을 표시할 수 있도록 정렬되어야 한다

- 생산방법에 대한 표기는 피해야한다. 치수는 특정 생산방법을 의미하는 것이 아니라 제품에 대한 조건일 뿐이다.

- 생산과정중 필요한 치수정보가 있을 경우(최종제품에는 필요없는 치수정보) '불필요정보'라고 표기해야한다.

- 모든 치수와 공차는 읽기편하게 되어 있어야 하며, 보이는 선으로 가이드가 되어 있어야한다.

- 치수가 검사도구의 크기에 영향을 받을 경우 치수는 검사도구의 삽입방향이 표기되어있어야 한다.

- 90°의 각도는 직선에 표기되어야 한다.

- 치수와 공차는 따로 명기되지 않는 한 20°의 온도에서 적용됨을 의미한다.

- 특별한 명시가 없을 경우 모든 치수와 공차는 자유상태에서 유효하다.

- 치수와 공차는 전체형상의 폭,길이,깊이에 적용된다.

- 치수와 공차는 초기설계단계에서 명시되어야한다. 만약 제품기준이 설계개선단계가 아니라면 초기설계단계가 아니더라도 적용할 수 있다.

(첨부: 위의 내용은 ASME Y14.5M-1994 standard과 정확하게 일치하는 내용은 아니다.)

## 기호
```
    
```

- |(U)| 기호는 1994년 수정에 명시된 것이 아니다. 'Y14.41-'나 'Y14.5'에 명시된 내용이며, 불규칙형상분포를 의미한다.
- |(S)| 기호는 1994년 수정에 명시된 것이 아니다.
- 이 기호들은 형상관리를 위해 쓰여진 것이며 공차, 변경사항, 그리고 데이텀에 적용하기 위한 것이다.

## 참조
- Geometric tolerancing in french
- Manufacturing tolerancing of parts in french